# Тиберий Неаполитанский
Тиберий Неаполитанский (Тиверий; лат. Tiberius, итал. Tiberio; умер между 28 и 31 марта 838) — епископ Неаполя (818—838); святой, почитаемый в Римско-католической церкви.

## Биография
Основным историческим источником о Тиберии Неаполитанском является написанная в конце IX века Иоанном Диаконом вторая часть «Деяний неаполитанских епископов».
После смерти в 810 году святого Павла III Младшего среди неаполитанцев возникли серьёзные разногласия о том, кто будет его преемником. После долгих споров новым епископом был избран диакон Тиберий, человек весьма благочестивый и уважаемый. Однако его кандидатуру не поддержал герцог Анфим, который добился от папы римского Льва III отмены избрания Тиберий под предлогом совершения тем многочисленных недостойных иерарха проступков. С помощью своих сторонников среди духовенства в 811 году Анфим избрал новым главой Неаполитанской епархии Урса II, который занимал епископскую кафедру до самой смерти герцога в 818 году. Когда же новым правителем Неаполя стал Феоктист, враги Анфима обратились к папе римскому Пасхалию I с просьбой лишить Урса II епископского сана. Папа, желавший оказать услугу новому герцогу, признал избрание Урса II епископом неканоническим, лишил его сана и постановил возвратить на неаполитанскую кафедру Тиберия.
Во время своего управления Неаполитанской епархией Тиберий много сделал для её процветания. В том числе он повелел украсить кафедральный собор, а также повторно освятил монастырь Святых Марцеллина и Петра, восстановленный на личные средства Теоденандой, вдовой герцога Анфима. Он поставил здесь аббатисой её племянницу Евпраксию, а саму Теоденанду посвятил в сан настоятельницы монастыря Святой Марии.
Однако в 831 году Неаполитанскую епархию постигло большое несчастье: во время осады города беневентцами князь Сико похитил из катакомб и увёз в свою столицу мощи Януария, одного из святых покровителей Неаполя. Предполагается, что недовольство неаполитанцев поражением в очередной войне с беневентцами стало причиной убийства в июне 832 года герцога Стефана III. Тот погиб прямо на ступенях базилики Святой Реституты, бывшей тогда кафедральным собором Неаполя, когда собирался огласить перед горожанами условия мирного договора с герцогом Сико.
Тиберий, бывший одним из главных советников погибшего, попытался и при новом правителе Неаполя Боне вмешиваться в управление герцогством. Обострению конфликта между епископом и герцогом способствовало и то, что Тиберий неоднократно порицал Бона за союз с сарацинами, который герцог вынужден был заключить для борьбы с князем Беневенто Сикардом. Однако герцог, имевший среди неаполитанского духовенства много сторонников, вместо принесения покаяния и отказа от союза с мусульманами заточил Тиберия в тюрьму, где с епископом обращались как с преступником, кормя только хлебом и водой. По приказу Бона епископ Тиберий был объявлен низложенным, а его кафедра — вакантной. Новым главой епархии был избран близкий к герцогу Иоанн Книжник. Однако, будучи человеком добродетельным и порядочным, тот заявил, что считает для себя невозможным занять епископскую кафедру при жизни её законного владельца. Иоанн потребовал от Бона освободить Тиберия, соглашаясь стать только викарием епископа. Однако герцог пообещал убить Тиберия и конфисковать церковное имущество, если Иоанн Книжник продолжит упорствовать. Зная, что Бон может осуществить свои угрозы, Иоанн был вынужден взять на себя управление Неаполитанской епархией. Только после смерти в 834 году Бона и свержения его сына Льва условия содержания Тиберия были немного смягчены. Хотя он и продолжал оставаться под стражей, его уже тяжело больного с согласия нового неаполитанского герцога Андрея II перевезли из тюрьмы в покои при соборе Святого Януария. Предполагается, что Тиберий так и не получил свободу потому, что он продолжал оставаться ярым сторонником старинного права неаполитанских епископов участвовать в управлении городом и княжеством в целом.
Почувствовав в 838 году приближение смерти, Тиберий призвал к себе неаполитанских светских лиц и священнослужителей и повелел им избрать новым епископом Иоанна Книжника. Через два дня — между 28 и 31 марта — он скончался, будучи главой Неаполитанской епархии двадцать лет, четыре месяца и одиннадцать дней. Его похоронили в находившейся в базилике Святого Януария часовне Святого Иоанна.
Уже вскоре после смерти Тиберий стал почитаться неаполитанцами как святой. В агиографической литературе он упоминается в лике блаженного.